# Предслав
Предслав или Преслав (упоминается около 900 года) — предполагаемый третий сын Святополка I (князя Великой Моравии), властитель области в районе современной Братиславы.

## Биография
На основании имеющегося на одном из древних евангелий текста «Святополк, Святожизна, Предслав» («лат. Szentiepulc, Szeuntezizna, Predeslaus»), некоторые историки делают вывод, что его отцом был великоморавский князь Святополк, а матерью — Святожизна.
Более поздние исторические источники о Предславе ничего не сообщают. Косвенно о нём упоминает Константин VII Багрянородный в своём труде «Об управлении империей», где говорит о сварах между тремя, а не двумя, сыновьями Святополка I после смерти отца.
Некоторые историки считают, что город Братислава назван именно в честь Пре(д)слава — «Preslava civitas», впоследствии в немецком языке это перешло в «Pressburg», а в словацком — в «Prešporok».